# General Aviation PJ
Die General Aviation PJ, auch als Fokker AF-15 oder Fokker FLB bezeichnet, war ein zweimotoriges Flugboot, das bei der United States Coast Guard im Einsatz war. Sie war der letzte Entwurf der Fokker Aircraft Corporation of America vor der Umfirmierung zur General Aviation Corporation und das erste Flugzeug, das speziell für die Bedürfnisse der USCG konstruiert worden war.

## Entstehung
Nach den guten Erfahrungen mit den Flugbooten des Typs Loening OL beschloss die US Coast Guard die Beschaffung weiterer Flugboote, die speziell für Rettungseinsätze auf offener See konstruiert sein sollten. Im Jahr 1931 wurde eine Ausschreibung für ein Flying Lifeboat (FLB) veröffentlicht. Von den acht konkurrierenden Firmen erhielt die Fokker Aircraft Corporation of America mit ihrem Entwurf AF-15 (American Fokker Model 15) den Zuschlag. General Motors hielt bereits seit 1929 41 % der Anteile an dieser Firma und übernahm sie noch im Jahr 1931 komplett, weshalb der Name in General Aviation Corporation geändert wurde.
Der Erstflug der Fokker FLB fand Ende 1931 statt. Bereits am 16. April 1932 übernahm die US Coast Guard die erste von fünf bestellten Maschinen, die auf den Namen Antares getauft wurde und die Nummer FLB-51 erhielt. Die übrigen vier Maschinen (Altair, Acrux, Acamar und Arcturus bzw. FLB-52 bis FLB-55) wurden noch im gleichen Jahr geliefert. Drei der Maschinen gingen nach Cape May und zwei nach Miami.
Die Bezeichnung des Flugzeugtyps wurde später in PJ-1 geändert. Auch die Nummerierung der einzelnen Maschinen änderte sich; so erhielt beispielsweise die Acrux anstelle der Nummer FLB-53 die V-113.

## Beschreibung
Die Fokker FLB war ein Schulterdecker mit zwei Triebwerken. Um einen möglichst guten Schutz gegen Spritzwasser zu erzielen, waren diese oberhalb der Tragfläche angeordnet und mit je einem Druckpropeller ausgestattet.
Der Ganzmetallrumpf verfügte über drei wasserdichte Schotten, um die Maschine auch bei einem Leck schwimmfähig zu halten. Die Tragflächen bestanden aus Holz, die Querruder aus Wellblech und das Leitwerk aus Stahlfachwerk mit Stoffbespannung.
Die FLB war kein echtes Amphibienflugzeug, konnte also nicht direkt von Land aus operieren. Sie verfügte jedoch über ein einfaches, einziehbares Spornradfahrwerk, wodurch sie über eine Rampe selbstständig ins Wasser und zurück an Land gelangen konnte.
Verletzte konnten mit Hilfe eines speziellen Gestells aus Rettungsbooten in den Bug des Flugboots übernommen werden.

### Technische Daten
| Kenngröße             | Daten General Aviation PJ-1                             |
| --------------------- | ------------------------------------------------------- |
| Besatzung             | 4                                                       |
| Passagiere            | 7                                                       |
| Länge                 | 16,39 m                                                 |
| Spannweite            | 22,61 m                                                 |
| Höhe                  | 4,73 m                                                  |
| Flügelfläche          | 70 m²                                                   |
| Flügelstreckung       | 7,3                                                     |
| Leermasse             | 3180 kg                                                 |
| Startmasse            | 5090 kg                                                 |
| Antrieb               | zwei Pratt & Whitney R-1340C-1 Wasp mit 420 PS (309 kW) |
| Höchstgeschwindigkeit | 193–208 km/h                                            |
| Landegeschwindigkeit  | 104 km/h                                                |
| Reichweite            | 1770 km                                                 |
| Dienstgipfelhöhe      | 2745 m                                                  |

### Umbau
Die erste Maschine wurde 1933 bei der Naval Aircraft Factory in Philadelphia auf herkömmliche Zugpropeller umgebaut. Dabei wurden die beiden Triebwerke gegen stärkere Pratt & Whitney R-1690 mit je 500 PS (368 kW) ausgetauscht. Obwohl die nunmehr als PJ-2 bezeichnete Maschine um fast 30 km/h schneller war und auch eine etwas größere Reichweite hatte, blieb sie ein Einzelstück.

## Einsatz
Die PJ wurden nicht nur als Seenotrettungsflugzeuge eingesetzt, sondern auch als Patrouillenflugzeuge, etwa zur Bekämpfung von Schmugglern.
Aufgrund der hohen Beanspruchung kam es bei den fünf Maschinen zu erheblichen Abnutzungserscheinungen, weshalb die erste davon bereits 1937 außer Dienst gestellt werden musste. Die restlichen vier folgten 1940 und 1941.

## Bildergalerie

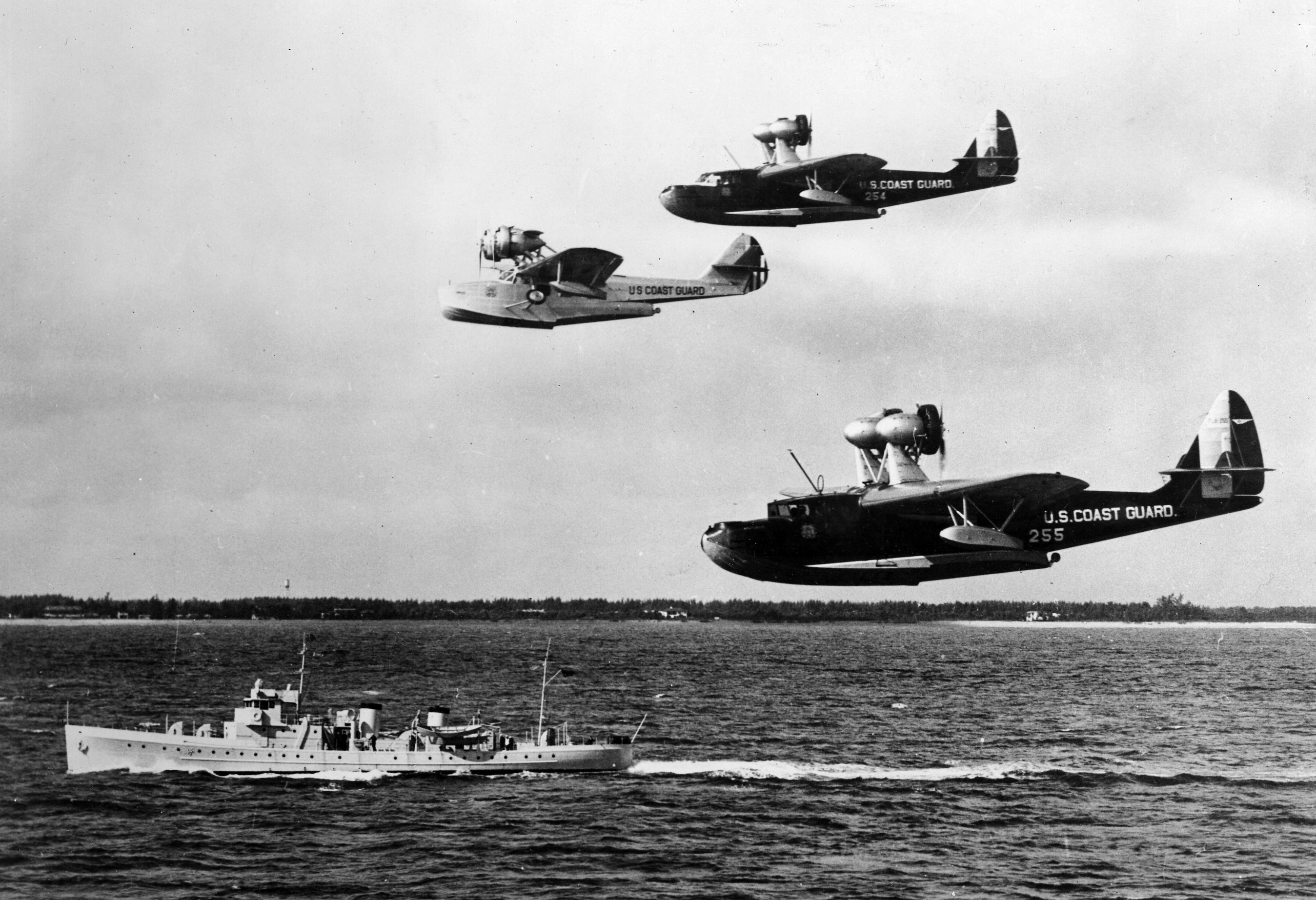
Acamar (oben), Arcturus (unten) und eine Douglas RD-1 bei der Begrüßung eines neuen USCG-Patrouillenboots in Miami
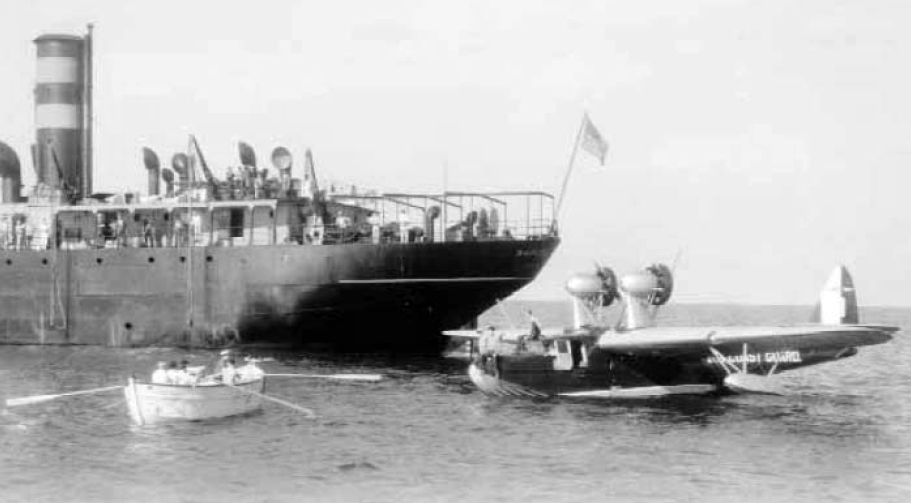
Antares bei der Übernahme eines Verletzten
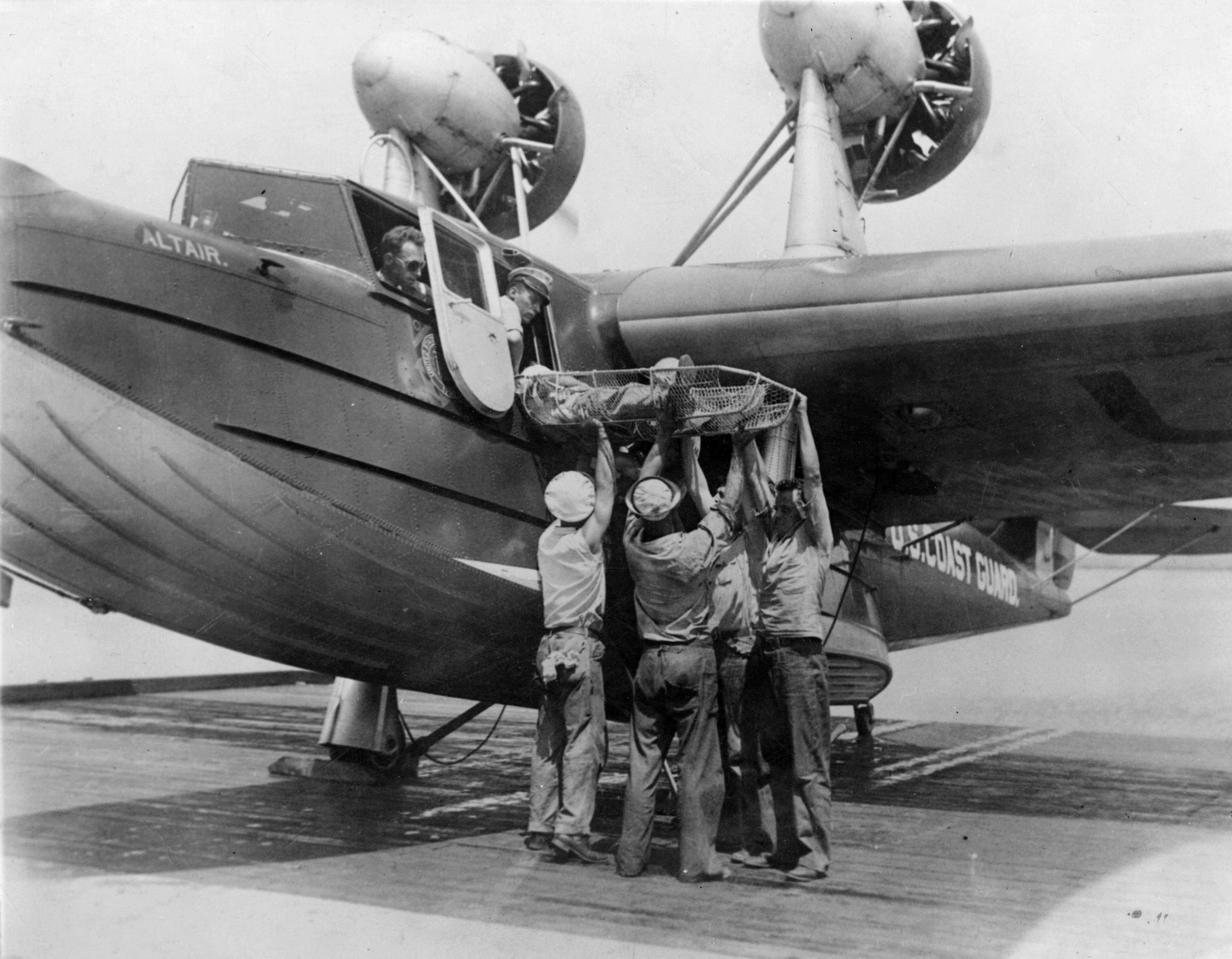
Ein Verletzter wird aus der Altair geladen
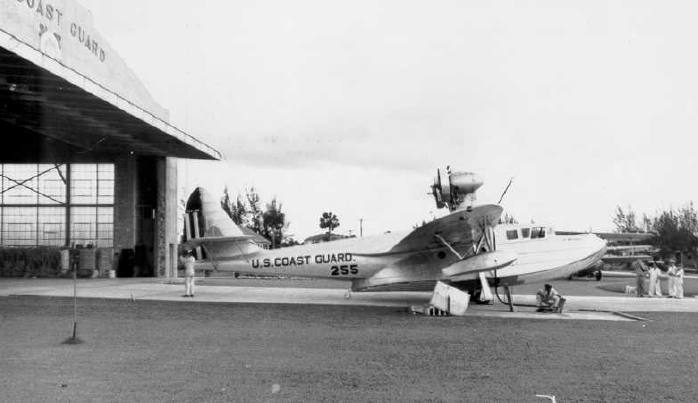
Arcturus vor dem Hangar in Miami